# Acquanegra sul Chiese
Acquanegra sul Chiese é uma comuna italiana da região da Lombardia, província de Mântua, com cerca de 2.936 habitantes. Estende-se por uma área de 28 km², tendo uma densidade populacional de 105 hab/km². Faz fronteira com Asola, Bozzolo, Calvatone (CR), Canneto sull'Oglio, Marcaria, Mariana Mantovana, Redondesco.

## Demografia
| Variação demográfica do município entre 1861 e 2011                               |
|                                                                                   |
| Fonte: Istituto Nazionale di Statistica (ISTAT) - Elaboração gráfica da Wikipedia |